# Колби
Колби гербу Калинова (пол. Kołb) — зем'янський рід.

## Походження
Походження невідоме. Найімовірнішим протопластом вказують татарина Колибаса, який жив бл. 1270 року. Достеменно відомо лише про давнє походження роду, представники якого мешкали на пінських землях ще до переходу їх під владу Наримунтовичів. Попри попередні права, князь Юрій Наримунтович зобов'язав їх предків, бояр, служити на сторожі пінського замку. Від цієї служби вони були звільнені привілеєм князя Федора Ярославича від 7 червня 1515 р.:
Я, князь Феодор Іванович Ярославович, доводжу до відома нашим листом. Били чолом зем'яни наші на ім'я Хома і Мартин Гриневичі, і діди їхні Сенько Патрикієвич та Кузьма Мисевич Колобовичі з Сельца про те, що князь Юрій примусив їх насильно служити на сторожі, під воротами замку пінського. І вони нам про те били чолом, про що ми спитали наших старших людей і вони свідчили, що здавна ці Колібовичі то зем'яни, а під воротами на сторожу не ходили. І ми згідно зі свідченнями зем'ян наших повертаємо їх давні права назавжди і безповоротно їм, їхнім дітям та їхнім нащадкам. На підтвердження цього передаємо їм цього листа з нашою підвішеною печаткою.
Оригінальний текст (пол.)
Ja kniaź Feodor Iwanowicz Jarosławowicz czynię wiadomym tym naszym listem. Bili nam czołem ziemianie nasi imię Homa i Martyn Hrynewiczy, i dziadkowie ich Senko Patrykyiewicz, i Kuźma Mysewicz Kołłobowyczy z Sielca o to, że kniaź Juryi zmuszał ich siłą do pełnienia stróży, pod wrotami zamku pińskiego. I oni nam o to bili czołem, my o to pytaliśmy naszych ludzi starszych i  oni świadczyli przed nami, że od wieku ci Kolibowyczy to ziemianie, a pod wrota na stróżę nie chodzili. I my zgodnie ze świadectwem ziemian naszych przywracamy ich stare prawa na wieczność i nieodwracalnie im, ich dzieciom i ich potomkom. Na potwierdzenie tego dajemy im ten list z naszą przywieszoną pieczęcią.
Пізніше за службу у князя разом з боярами Полховськими отримали Супчицьке подвір’я в селі Лопатино в Пінському князівстві, яке було затверджено за ними в 1526 р. привілеєм королеви Бони:
Чынимъ знаменито тымъ нашымъ листомъ, хто на него вейзрить, або чтучы его услышить, нынѣшнымъ и напотомъ будучымъ. Били намъ чоломъ подданые наши бояре повѣту Пинского, на име: Ѳедко а Иванъ Бакушъ, Степанъ Польховскій и тутежъ Сенько Патрикіевичъ, Ѳедко а Марко Гриневичи, Иванъ Ленковичъ, Кузьма Мисевичъ, Сенько Хомичъ Колбовичи о дворыще, на имя Супчицкое въ селѣ, на имя Влопатинѣ, которое жъ бытъ имъ далъ предокъ нашъ небожчыкъ князь Ѳедоръ Ярославичъ; которое жъ есмо дворышо зъ розказанья нашого отъ нихъ справедливе были отняли такъ, яко и у въ иншыхъ земянъ нашыхъ Пинскихъ, гдѣ жъ пакъ справилъ насъ староста нашъ Пинскій панъ Иванъ Михайловичъ, ознаймуючы намъ, ижъ ся тые вышеймененые подданые нашое такъ ся розмножили же на отчызнахъ своихъ заховатися не могли, а съ той дей тежъ земле намъ а ни нашымъ замкомъ жаденъ пожитокъ не шелъ. А такъ вырозумѣвшы есмо тому водлугъ справы старосты нашого же, намъ тая земля верхумененая жадного пожитку не чынила, мы, хочтечы заховати въ цѣлости панство наше, жебы се узко нечынило, але и овшемъ се шырило, тую землю вышеймененую имъ зъ особливое ласки нашое дали ку имѣнью ихъ дѣдичному, менуючы съ польми и съ сѣножатьми и дубровами, зъ водами и зъ лѣсы и зъ деревомъ бортнымъ и зо всѣмъ тымъ, што зстародавна к той землѣ прыслухало и такъ, якъ они тые земле за небожчыка предка нашого всѣми входы вжывали. А мають они и зъ отчизны своей и съ того прыданья нашого службу земскую однимъ конемъ служывати такъ, якъ за предка нашого служилъ, и въ облаву нашу часу потребы мають ѣздити. А што се дотычеть бобровъ, ничого нашого, кого коли пошлемъ на тую послугу нашу, того они не мають поднимати, ижъ одно землю свою провести; а права, звычаи вси они мають заховать такъ, якъ иншые подданые наши в ъ томъ краи заховывають. А дали есмо тую землю тымъ вышейреченымъ подданымъ нашымъ Польховскимъ а Колбовичомъ на-полъ имъ и ихъ жонамъ и ихъ дѣтемъ и напотомъ будучымъ ихъ счадкмоъ вѣчно и непорушно. И на то дали есмо сесь нашъ листъ съ печатью нашою прывѣсистою. Писанъ у Краковѣ. Подъ лѣты Божого Нароженья 1526 году, индиктъ 14.
Станом на кінець XIX ст. нащадки роду проживали переважно в родинних Колбах, але також в Боричевичах, Лемішевичах та інших селах Пінщини. Послуговувались наступними придомками: Анджей, Атаман, Галюх, Ганус, Голубович, Грицюк, Гупал, Гурман, Давидзюк, Міхась, Хведорук.